# Тронгса
Тронгса (дзонґ-ке ཀྲོང་གསར་, Вайлі krong gsar) — місто в центральній частині Бутану, яке утворилося навколо дзонгу Тронгса, в якому розташовується адміністрація дзонгхагу Тронгса і монастир. Назва перекладається з мови дзонг-ке як «нове поселення».

## Історія
Перший храм в цьому місці був побудований в 1543 році ламою школи Друкпа Каг'ю Нгагі Вангчуком, прадідом засновника Бутану, Шабдрунгом. В 1644 році був побудований дзонг Тронгса, який став фортецею династії Вангчук, яка прийшла до влади в 1907 році. Спочатку цей дзонг був столицею династії, потім столиця була перенесена в Пунакха. Титул перших королів Бутану був «пенлоп Тронгса», а перший і другий королі Бутану правили з Тронгса.
Місто займає стратегічне положення, тому завжди вважалося воротами на схід країни.

## Географія
Тронгса розташоване на річці Мангде, яка тече на південь з Гімалаїв. В Тронгса веде три основні дороги: з Вангді-Пходрангу, з Джакару і з Жемгангу.. До аеропорту Паро приблизно 110 км. Тронгса — невелике місто, тому його легко обійти пішки.

## Населення
Населення міста становить 2695 осіб (за переписом 2005 р.), а за оцінкою 2012 — 2989 осіб.

## Погода
Середньорічні опади становлять 1259 мм/рік. Мінімальна температура −0,1 °C, а максимальна 21,7 °C.

## Визначні місця
- Тронгса-дзонг — найбільший і один із знайчнійших дзонгів у Бутані, розташований на вершині пагорба.
- Палац Тхруепанг (англ. Thruepang Palace) — палац був побудований другим королем Бутану, в ньому народився третій король. В наш час[коли?] палац використовується правлячими монархами для офіційних відвідин Тронгса. Будівля закрита для відвідувань.

## Фестивалі
- Щорічно проводяться фестивалі цечу (в 2009 році відбувався з 7 по 9 січня)